# Malte Schwarz
Malte Schwarz (* 30. März 1989 in Kiel) ist ein ehemaliger deutscher Basketballspieler. Er spielte hauptsächlich auf der Position des Shooting Guards. Er bestritt 252 Spiele in der Basketball-Bundesliga.

## Karriere
Durch seinen zwei Jahre älteren Bruder Kristof kam Malte Schwarz im Alter von zwölf Jahren zum TuS Holstein Quickborn. Im Jahr 2006 spielte er für den Bramfelder SV in der Nachwuchs-Basketball-Bundesliga. Dank einer Doppellizenz spielte er zudem für die erste Mannschaft in der 2. Regionalliga. Im Jahr 2007 wechselte Schwarz in die 1. Regionalliga zum SC Rist Wedel, spielte allerdings weiter in der NBBL für den Bramfelder SV. Zur Saison 2008/09 wechselte der inzwischen 19-jährige Shooting-Guard zusammen mit seinem Bruder zum damaligen Zweitligisten Phoenix Hagen und stieg mit ihm in die 1. Basketball-Bundesliga auf. Zudem wurde Schwarz vom damaligen U20-Nationalmannschaftstrainer Henrik Rödl zum Sichtungslehrgang für die U20-Nationalmannschaft eingeladen.  Diese konnte er verletzungsbedingt jedoch nicht wahrnehmen. Im Kader der U20-Nationalmannschaft für die EM 2009 stand Schwarz als Ersatzspieler auf Abruf bereit. Neben den Spielen in der 1. Basketball-Bundesliga stand Schwarz auch für BG Hagen in der 1. Regionalliga auf dem Parkett. Im Juni 2010 wurde der Vertrag mit Phoenix Hagen schließlich für ein weiteres Jahr verlängert. Im Jahr 2011 wurde Schwarz für die „Mission Wiederaufstieg“ von der ProA in die Basketball-Bundesliga vom Mitteldeutschen BC unter Vertrag genommen. Im Mai 2012 unterschrieb er einen Vertrag beim MBC bis 2014, den er im Jahr 2013 vorzeitig um eine weitere Saison verlängerte. Im Spieljahr 2013/14 verbuchte Schwarz mit 7,4 Punkten je Begegnung den höchsten Schnitt seiner Bundesligazeit.
Zur Saison 2015/2016 wechselte Schwarz zu Ligakonkurrent BG Göttingen, kehrte aber 2017 zum Mitteldeutschen Basketballclub zurück. In der Sommerpause 2018 gaben die Iserlohn Kangaroos aus der 2. Bundesliga ProB Schwarz’ Verpflichtung bekannt. Schwarz wurde in Iserlohn wieder Mannschaftskamerad seines älteren Bruders Kristof. Anfang April 2020 gab Schwarz, der Informatik studierte, bekannt, sich aus dem Leistungssport zurückzuziehen, um sich seinem beruflichen Fortkommen zu widmen.

## Erfolge
- Aufstieg in die 1. Basketball-Bundesliga mit Phoenix Hagen (Vizemeister der ProA 2008)
- Aufstieg in die 1. Basketball-Bundesliga mit dem Mitteldeutschen BC (Meister der ProA 2012)

## Sonstiges
Sein Vater, Roger Schwarz, war bis zum Jahr 2005 als Schiedsrichter in der Bundesliga tätig. Im Jahr 2012 beendete er seine Schiedsrichterkarriere. Seine Mutter, Monika Schwarz, spielte ebenfalls Basketball. Sein Bruder Kristof Schwarz spielte unter anderem für Hagen, Crailsheim und Iserlohn.